# Nanomutilla
Nanomutilla is een geslacht van vliesvleugelige insecten van de familie Mierwespen (Mutillidae).

## Soorten
- N. nada Argaman, 1988
- N. vaucheri (Tournier, 1895)